# Sokpop Collective

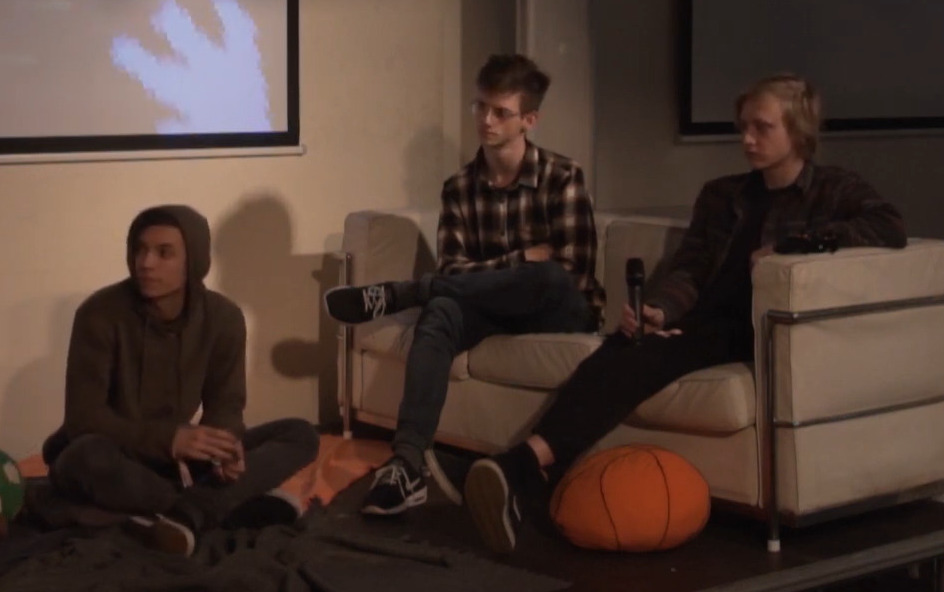
Membros do coletivo Sokpop no festival Screenshake, em 2017.

O Sokpop Collective, conhecido também como Sokpop, é um coletivo de desenvolvedores de jogos eletrônicos baseado em Utrecht, nos Países Baixos. O coletivo foi fundado no final de 2015 e é composto atualmente por Aran Koning, Tijmen Tio, Tom van den Boogaart e Ruben Naus. Sokpop é conhecido por produzir e publicar pequenos jogos de atmosfera "charmosa" a cada duas semanas que normalmente podem ser completados em menos de uma hora.

## História
Koning, Tio, Van den Boogaart e Naus se conheceram através de estudos universitários e game jams, como o Ludum Dare, durante os quais se reuniam na casa de um deles para trabalharem juntos em pequenos jogos para essas competições.
No final de 2015, os quatro decidiram queriam viver da produção de jogos, e, por acreditarem que seria mais fácil se destacarem do resto como uma equipe, além de permitir que trabalhassem em projetos individuais, ao invés de projetos colaborativos, formaram o coletivo Sokpop, com a primeira ação oficial do coletivo a criação de uma conta no Twitter. Inicialmente, os quatro membros publicavam somente pequenos jogos sem intenção de vendê-los, já que não os consideravam como estando em um estado próprio para publicação.

### Patreon
Em 2017, como método para começarem a arrecadar dinheiro, tentaram vender uma coletânea de jogos baseado em um tema comum, chamado Bamboo EP, o qual não foi bem sucedido. No começo de 2018, o coletivo anunciou a abertura de uma conta no Patreon, assim como o objetivo de produzirem e publicarem um novo jogo a cada duas semanas. Através de um pagamento mensal de pelo menos $3, o assinante teria acesso ao último jogo lançado no mês passado, assim como qualquer outro jogo lançado enquanto a assinatura durasse. Esse sistema foi comparado pelos membros à mensalidade de uma revista em quadrinhos.
Apesar de terem encontrado sucesso através do Patreon, todos os membros do Sokpop trabalham também como freelancers para outras empresas maiores para complementarem a renda.

## Jogos produzidos
Os jogos desenvolvidos sob o coletivo Sokpop eram publicados e vendidos a um preço fixo na loja digital itch.io. Em janeiro de 2020, todos os 50 jogos que haviam sido produzido até o momento pelo Sokpop passaram a estar disponíveis na loja Steam. O Sokpop Collective produz um jogo novo a cada duas semanas, e publica uma coleção, chamada de "Sokpop Season", contendo os últimos oito jogos lançados.

### Estilo
Apesar de trabalharem juntos, e terem seus estilos influenciados uns pelos outros, em uma entrevista para a revista PC Gamer, Koning afirmou que "basicamente nunca colaboram". Apesar de não serem contra jogos que contenham violência, a maioria dos trabalhos publicados pelo coletivo foram considerados como sendo "charmosos".
De acordo com uma entrevista para o site The Verge, onde discutem o estilo "charmoso" dos jogos que produzem, Boogaart afirmou que o modelo escolhido pelo coletivo, onde cada membro tem aproximadamente dois meses para desenvolver e publicar um novo jogo, influenciou o estilo artístico adotado por eles, considerado mais simples: "Eu também acho que foi mais fácil para criarmos jogos com círculos e linhas, o que é mais fácil de fazer. E como estamos criando muitos jogos de uma vez, é mais fácil de terminar."

### Jogos selecionados
Alguns dos jogos do Sokpop encontraram sucesso fora da plataforma do Patreon, como foi o caso de Simmiland, que arrecadou $10 mil durante seu primeiro mês disponível na itch.io. Alguns dos jogos publicados pelo coletivo também tiveram novas versões lançadas mais tarde, com um escopo maior, como Soko Loco Deluxe, lançado um ano após a versão original, Soko Loco.
- Simmiland
- Soko Loco Deluxe
- Brume